# Kladnica
Kladnica (cyr. Кладница) – wieś w Serbii, w okręgu zlatiborskim, w gminie Sjenica. W 2011 roku liczyła 363 mieszkańców.